# Laktovegetariánství
Laktovegetariáni (někdy lakto vegetariáni) jsou vegetariáni, kteří sice nejedí maso, ryby ani vejce, ale jedí mléčné výrobky (například mléko, sýr, máslo nebo jogurt). Název pochází z latiny, kde lacto znamená mléko.

## Rozšíření
Tento druh vegetariánství je celosvětově nejrozšířenější. Tento fakt je zapříčiněn tím, že 70 % vegetariánů na světě pochází z Indie, kde laktovegetariánství vysoce převažuje. Proto když se v Indii hovoří o vegetariánství bez bližšího určení, myslí se jím toto.
V Evropě a Spojených státech je běžnější lakto-ovo vegetariánství, avšak lakto vegetariánství je také rozšířeno.
V Praze byla otevřena soukromá vegetariánská mateřská jazyková škola Happy Child, kde je podávána laktovegetariánská strava.
V letecké dopravě neexistuje označení pro laktovegetariánské jídlo, a proto musí být podáváno veganské jídlo pod zkratkou VGML.

## Historie a náboženství
Tato forma vegetariánství je také podporována mnoha východními náboženstvími jako džinismem, hinduismem nebo buddhismem. V západním světě byla také rozšířena hnutím Hare Krišna v šedesátých letech minulého století.
V Antickém Řecku byli nejznámějšími lakto vegetariány Pythagorejci.

## Důvody
Tuto formu vegetariánství si často volí lidé z toho zdravotního důvodu, že se pokoušejí snížit hladinu cholesterolu, který je ve vysoké míře obsažen ve vaječném žloutku.
Etickým důvodem může být považování konzumace vajec za rovnocenné konzumaci masa a zabití živého zárodku. Naopak konzumace mléčných výrobků neovlivňuje zabíjení zvířat a při správném postupu není telatům odepřeno potřebné množství mléka a člověk může konzumovat zbytek mléka pro získání nenahraditelných živin a vitamínů.

## Ostatní formy vegetariánství
Méně striktní formou vegetariánství je lakto-ovo vegetariánství, které umožňuje konzumaci vajec. Naopak veganství zakazuje kromě mléčných výrobků také konzumaci vajec. Mezistupněm může být společně s lakto vegetariánstvím také ovo vegetariánství, které sice zakazuje mléčné výrobky, ale vejce ne.